# Джек Бітті (хокеїст)
Джек Бітті (англ. Jack Beattie, нар. 2 жовтня 1906, Айбшток — пом. 7 січня 1981, Чемейнус) — канадський хокеїст, що грав на позиції лівого нападника.

## Ігрова кар'єра
Професійну хокейну кар'єру розпочав 1928 року.
Протягом професійної клубної ігрової кар'єри, що тривала 12 років, захищав кольори команд «Бостон Брюїнс», «Детройт Ред-Вінгс» та «Нью-Йорк Амеріканс».

## Статистика НХЛ
|                      | Сезони | І   | Г  | П  | О   | ШХ  |
| -------------------- | ------ | --- | -- | -- | --- | --- |
| НХЛ-Регулярний сезон | 10     | 335 | 62 | 85 | 147 | 137 |
| НХЛ-Плей-оф          | 5      | 25  | 4  | 2  | 6   | 8   |